# بترا لامرت
بترا لامرت (بالألمانية: Petra Lammert)‏ (و. 1984  م) هي منافسة ألعاب القوى، ومتزلجة جماعية ألمانية، ولدت في فرويدنشتات.

## روابط خارجية
- بترا لامرت على موقع الاتحاد الدولي لألعاب القوى (الإنجليزية)
- بترا لامرت على موقع الاتحاد الأوروبي لألعاب القوى (الإنجليزية)
- بترا لامرت على موقع الدوري الماسي (الإنجليزية)
- بترا لامرت على موقع IBSF (الإنجليزية)